# John de Robeck
John Michael de Robeck, 1e Baronet (Naas, 10 juni 1862 – Parijs, 20 januari 1928) was een Brits admiraal in de Royal Navy. De Robeck voerde het bevel over de geallieerde marine-eenheid in de Dardanellen tijdens de Eerste Wereldoorlog.

## Biografie
De Robeck werd geboren als tweede zoon van John Henry Edward Fock, vierde Baron de Robeck (1823-1904). Hij ging in 1875 bij de Royal Navy. In 1914 kreeg hij het commando over de 9e Cruiser Squadron.
De Robeck was tussen februari en maart 1915 plaatsvervangend bevelhebber van de geallieerde marine-eenheid in de Dardanellen onder admiraal Sir Sackville Carden. Hij volgde daarna Carden op als bevelhebber.
In november 1916 werd hij benoemd tot bevelhebber van de 2e Battle Squadron van de Grand Fleet. In juli 1919 werd hij bevelhebber van de Mediterranean Fleet en werd in de herfst ook nog Brits Hoge Commissaris in Constantinopel. In maart 1920 werd hij bevorderd tot admiraal. De Robeck werd in 1922 benoemd tot bevelhebber van de Atlantic Fleet. In 1924 ging hij met pensioen. In november 1925 werd hij nog bevorderd tot Admiral of the Fleet. Hij overleed op 65-jarige leeftijd.

## Militaire loopbaan
- Naval Cadet: 15 juli 1875
- Midshipman: 27 juli 1878
- Sub-Lieutenant: 27 juli 1882
- Lieutenant: 30 september 1885
- Commander: 22 juni 1897
- Captain: 1 januari 1902
- Rear Admiral:
- Vice Admiral: 17 mei 1917
- Admiral: 24 maart 1920
- Admiral of the Fleet: 24 november 1925

## Onderscheidingen
- Ridder Grootkruis in de Orde van het Bad op 1 januari 1921
  - Ridder Commandeur in de Orde van het Bad op 1 januari 1916
- Ridder Grootkruis in de Orde van Sint-Michaël en Sint-George op 1 januari 1919
- Ridder Grootkruis in de Koninklijke Orde van Victoria in november 1925
- Grootofficier in het Legioen van Eer op 9 augustus 1916
- Grootkruis in de Orde van de Heilige Schatten op 29 augustus 1917
- Grootofficier in de Orde van de Kroon van Roemenië op 17 maart 1919
- Grootkruis in de Orde van de Italiaanse Kroon op 11 augustus 1917
- Ridder Justitie en Gratie in de Orde van Sint-Jan op 29 november 1920